# Dag de Vestmar
Dag de Vestmar (c. 706-770), también Dag glumra Hognesson (apodado el ruidoso) según las sagas nórdicas era un caudillo vikingo, rey de Vestmar y Agder, Noruega. Aunque su ascendencia no es conocida, algunas fuentes le citan como hijo de un rey llamado Hogne. Dag tuvo una hija, Liv Dagsdotter (n. 738) que casó con Halfdan el Amable, rey de Romerike y serían padres de Gudrød el Cazador. Por lo tanto Dag es el tatarabuelo del rey unificador de Noruega Harald I en el siglo X.